# Реметя-Кіоарулуй
Реметя-Кіоарулуй (рум. Remetea Chioarului) — село у повіті Марамуреш в Румунії. Адміністративний центр комуни Реметя-Кіоарулуй.
Село розташоване на відстані 395 км на північний захід від Бухареста, 15 км на південь від Бая-Маре, 83 км на північ від Клуж-Напоки.

## Населення
За даними перепису населення 2002 року у селі проживали 1135 осіб. Рідною мовою 1133 особи (99,8%) назвали румунську.
Національний склад населення села:
| Національність | Кількість осіб | Відсоток |
| -------------- | -------------- | -------- |
| румуни         | 969            | 85,4%    |
| цигани         | 164            | 14,4%    |